# Ebel
Ebel er en bydel i det sydlige Bottrop med ca. 1.500 indbyggere. Ebels areal er 1,1 km² og befolkningstætheden er på 1.382 indbyggere pr. km². Ebel afgrænses i nord og øst af Lehmkuhle (Bottrop) og Welheimer Mark (Bottrop), i syd af Bergeborbeck (Essen) og Dellwig (Essen) og i vest af Vondern (Oberhausen). Bydelen ligger ved floderne Emscher og Berne.